# Getaway (filme)
Getaway (bra: Resgate em Alta Velocidade; prt: Getaway - Em Fuga) é um filme estadunidense de ação e suspense dirigido por Courtney Solomon e estrelado por Selena Gomez, Ethan Hawke e Jon Voight, lançado em 2013. Inicialmente divulgado como um remake de The Getaway, de 1972, o filme apresenta uma história original. As filmagens do filme começaram em maio de 2012 e o seu lançamento ocorreu em 30 de agosto de 2013 nos Estados Unidos. O filme é distribuído pela Warner Bros., sendo a última produção da Dark Castle Entertainment a ser lançada pelo estúdio.

## Enredo
O ex-piloto de corridas Brent Magna encontra sua casa saqueada e sem sua esposa, Leanne. Em seguida, ele recebe um telefonema de um homem misterioso conhecido apenas como A Voz que se revela como o sequestrador de sua esposa. O homem diz que ele deve seguir um conjunto de instruções com precisão, para poder recuperar Leanne. A Voz ordena que Brent roube um Shelby Mustang, caso não cumpra as instruções, ele será capturado e Leanne morrerá.
Brent percebe que dois policiais estão lhe perseguindo e acelera. Sendo bom um motorista os evita facilmente, ainda prepara uma armadilha para um colidir com o outro. Brent recebe uma ordem para estacionar em uma zona de construção e aguardar novas instruções. Enquanto Brent espera, uma jovem mulher armada, conhecida apenas como Kid, que tenta roubar seu carro, mas Brent consegue domina-la e recebe a ordem de leva-la com ele. A Voz ordena que Brent mate Kid, no entanto ele se recusa e A Voz diz que mante-la viva foi uma boa escolha e que ele vai precisar de sua ajuda. Kid revela que o Mustang lhe pertence e que foi informada por um policial que ele tinha sido roubado. Brent percebe que seu encontro com a jovem tinha sido orquestrado pela Voz.
A Voz atribui a Brent outra tarefa e Kid revela-se uma hacker de computadores e filha do diretor executivo de um grande banco. A Voz entra em contato novamente e ordena que Brent carregue o conteúdo de uma unidade flash USB em um computador antes das 23h30. Ao chegar a área designada, uma usina, Kid tenta hackear o computador, a fim de entrar em contato com a policia. Ela parece ter sucesso, no entanto A Voz revela que configurou o computador para que ela caísse em uma armadilha e fosse acusada de explodir a usina. De repente, a usina fica sobrecarregada e apagando grande parte da cidade.
A Voz dá a Brent sua tarefa final: assaltar o banco do pai da garota. Kid ressalta que não há dinheiro real no banco de seu pai; é uma empresa de investimentos que detém todos os seus computadores ativos. Aos poucos, a dupla percebe que eles não estão realizando realmente um assalto, mas são simplesmente uma distração para a policia, enquanto A Voz executa o verdadeiro assalto.
Com os homens da Voz comandando um carro blindado transportando discos rígidos sensíveis, Brent os surpreende e consegue domina-los, tomando as unidades. Brent comunica-se com a Voz e oferece os discos rígidos em troca de sua esposa. A Voz aceita e se dirige para um hangar de aviões. Embora pareça que Leanne será libertada, Kid deduz que A Voz está planejando matar todos, quando o negócio estiver feito. Após realizar a troca, Brent, Kid e Leanne tentar fugir, no entanto um homem que assume ser A Voz agarra Kid e vai embora com ela. Brent deixa Leanne com a policia e tentar salvar a garota.
Na perseguição para resgatar Kid, o carro de Brent e o da Voz são destruídos, após uma corrida em alta velocidade. Brent salva Kid e a Voz é presa pela policia. No entanto, Brent recebe um telefone da Voz revelando que o homem que foi preso não passava de um chamariz.

## Elenco
- Ethan Hawke como Brent Magna
- Selena Gomez como Kid
- Jon Voight como A Voz
- Rebecca Budig como Leanne Magna
- Paul Freeman como O Homem
- Bruce Payne como O Homem Distinto

## Produção
O filme foi rodado em duas partes. A primeira parte das filmagens ocorreu em maio de 2012, em Sófia, Bulgária. As filmagens seriam retomadas em Atlanta, Geórgia, em setembro de 2012.

## Lançamento
Seu lançamento ocorreu em 30 de agosto de 2013 nos Estados Unidos. O filme teria o seu lançamento no Reino Unido em 4 de outubro de 2013, mas foi remarcado para 6 de dezembro de 2013.[carece de fontes?] No Brasil, seu lançamento ocorreu em 14 de março de 2014.

### Bilheteria
O filme estreou na sexta-feira, 30 de agosto de 2013, em 2.130 mil cinemas da América do Norte e arrecadou 4 503 892 dólares com uma média de US$2.115 mil por cinema, ficando em nono lugar nas bilheterias. Em seu segundo fim de semana, o filme caiu 56% e arrecadou 2 808 134 dólares em 2.135 mil cinemas com uma média de US$1.315 mil por cinema. Após 35 dias em cartaz, a produção arrecadou 10 501 938 dólares no mercado interno e US$1.304.494 internacionalmente, ficando com um total de US$11.806.432, abaixo do seu orçamento de US$18 milhões. A revista Variety listou Getaway como "um dos maiores fracassos de bilheteria de Hollywood em 2013".

### Crítica
Getaway foi duramente atacado pela crítica especializada e considerado um dos piores filmes de 2013. O agregador Rotten Tomatoes indica que o filme possui um índice de aprovação de 2%, baseado em 133 resenhas, com uma nota média de de 2.7/10. O consenso geral do website é que o filme tem um "monótomo ritmo acelerado até o ponto de exaustão e que o filme oferece um lembrete sobre os perigos da edição acelerada que pode deixar a produção incoerente, perdendo o desenvolvimento do caráter, diálogos sensatos e um enredo interessante". Por comparação, no Metacritic, o filme tem uma pontuação de 22/100, baseado em 34 resenhas, indicando "críticas geralmente desfavoráveis".

### Prêmios e Indicações
- Recebeu uma indicação ao Framboesa de Ouro de 2014: Pior Atriz (Selena Gomez).[10]